# Patrick Lodiers
Patrick Emanuel Martinus Lodiers (Vlissingen, 25 oktober 1971) is een Nederlands tv- en radiopresentator en voormalig voorzitter van BNN.

## Biografie

### Jeugd en opleiding
Lodiers deed na zijn middelbareschoolopleiding aan het St. Willibrordcollege in Goes meermalen auditie voor toneelschool en Filmacademie voordat hij werd toegelaten op de St. Lukas Filmacademie te Brussel. Nadat hij deze opleiding voltooid had maakte hij enkele korte films, maar hij besloot vervolgens te gaan werken voor televisie. In zijn jeugd werd hij ook nog ooit Zeeuws damkampioen, iets wat in De Lama's weleens werd gebruikt om Patrick te plagen.

### Carrière
Bij Canal Plus Vlaanderen werkte Lodiers als regisseur en columnist, waarna hij voor BNN diverse programma's maakte. Zo maakte hij in de Filipijnen de BNN Docu: De Wereld Van... en in Canada en enkele Europese landen BNN at work.
In Weg met BNN keek hij naar vooroordelen over Europese landen en als presentator van Je zal het maar hebben praatte hij met jongeren met vreemde of vervelende ziekten. Dit programma leverde hem behalve een nominatie voor het Gouden Beeld ook De Hoofdprijs op in de categorie Info(tainment). In China maakte Lodiers in 2004 BNN at work en in Athene het programma Met 1 been in de finale.
Vanaf oktober 2006 heeft het televisiestation Al Jazeera het programma Couscous & Cola uitgezonden. Dat programma werd in 2004 gemaakt door Patrick Lodiers voor BNN.
Met het succesvolle programma De Lama's won Lodiers in 2006 de Televizier-Ring. Ook presenteerde hij het programma Over Mijn Lijk over jongeren met terminale ziekten en het programma Kannibalen met een andere visie op actualiteiten.
Op 1 juni 2007 heeft hij De Grote Donorshow gepresenteerd waarin aandacht werd gevraagd voor de donorproblematiek. Voor deze show won hij in 2008 een Emmy Award in de categorie 'non-scripted entertainment'.
Op 5 september 2007 werd bekend dat Patrick Lodiers per 1 december 2007 voorzitter werd van BNN. Daarnaast is hij blijven presenteren voor de omroep.
Vanaf 17 september 2007 tot 4 april 2008 presenteerde hij viermaal per week het satirische nieuwsprogramma De Nieuwste Show.
Vanaf 30 maart 2009 presenteerde hij zeven afleveringen van Patrick In Uruzgan (Nederland 3, BNN). Hierin volgtde hij de A-Groep van het eerste Peloton van de Bravo 'Wonju' Compagnie van 12 Infanteriebataljon Luchtmobiel Air Assault Regiment Van Heutsz in Uruzgan. Lodiers verbleef sinds de zomer van 2008 samen met zijn regisseur en cameraman driemaal een aantal weken bij het peloton bij de training vooraf, het afscheid nemen van thuis en tijdens de missie op en vanaf Kamp Holland in Tarin Kowt.
Voor de KRO (later KRO-NCRV) presenteerde hij van 2014 tot 2017 het programma De reünie.
Op 9 december 2015 werd bekend dat Lodiers eens per week het ochtendprogramma van BNR Nieuwsradio zou gaan presenteren, op vrijdagochtend. In het najaar van 2017 zou Lodiers op NPO Radio 1 het programma De Nieuws BV presenteren als opvolger van Eric Corton. Op 16 februari 2024 had hij daar zijn laatste uitzending.
Sinds 11 september 2021 presenteert hij het satirische televisieprogramma Spaanders.
Vanaf 2023 presenteert hij de interactieve kennisquiz The Connection. Hiermee vervangt hij Matthijs van Nieuwkerk die dit programma in 2022 presenteerde, maar de samenwerking met BNNVARA beëindigde nadat in november van dat jaar de misstanden bij De Wereld Draait Door aan het licht waren gekomen in een omvangrijk artikel in De Volkskrant.

### Persoonlijk
Lodiers is vader van twee zonen en een dochter. 
- International Standard Name Identifier: 0000 0003 9487 0797
- MusicBrainz: 4d42bbf9-e015-4b48-9d74-870281bf1c42
- Nederlandse Thesaurus van Auteursnamen: 295868422
- Virtual International Authority File: 289473932
- WorldCat: E39PBJbtvJcXTkHWChmHKt3CwC